# Fenerivia madagascariensis
Fenerivia madagascariensis är en kirimojaväxtart som först beskrevs av Alberto Judice Leote Cavaco och Monique Keraudren, och fick sitt nu gällande namn av Richard M.K. Saunders. Fenerivia madagascariensis ingår i släktet Fenerivia och familjen kirimojaväxter. Inga underarter finns listade i Catalogue of Life.